# ليونور تيليس دي مينيزيس
ليونور تيليس دي مينيزيس (بالبرتغالية: Leonor Teles de Meneses‏) (1350-27 أبريل 1386) قرينة ملك البرتغال (5 مايو 1372-22 أكتوبر 1383) هي أحد بنات نبلاء البرتغال وله نسب البعيد من الملك البرتغالي الثاني سانشو الأول وكذلك هي والدة بياتريس من البرتغال  زوجة ملك قشتالة خوان الأول.
كانت ليونور شقيقة دونا ماريا تيليس دي مينيزيس سيدة الخدم عند انفانتا بياتريس أبنة بيدرو الأول ملك البرتغال وإينيس دي كاسترو، أثناء زيارتها لـ شقيقتها ماريا في البلاط كانت لـ ليونور شرف حضور زواج بياتريس من سانشو ألفونسو، كونت ألبوركويركي، وهناك إلتقت ليونور بأخوه الأكبر غير الشقيق لـ بياتريس إنفانتي فرناندو وريث العرش البرتغالي الذي سقط بحماس في حبها وشرع في إغرائها، على الرغم من وعده على الزواج ليونور أبنة إنريكي الثاني ملك قشتالة، إلغى الملك زواجه من ليونور من قشتالة، وتزوجها سراً في 5 مايو 1372, عند وفاته في 1383 أصبحت وصية العرش على أبنتها بياتريس، ملكة قشتالة مع عشيقها جواو فرنانديزو, كونت أوريم مما اغضب النبلاء البرتغال وانتهت حكمها كوصية على أبنتها بعد وفاة عشيقها من قبل المتمردين من أمثال جواو دي أفيز ونونو ألفارس بيريرا مما استنجدت بصهرها وابنتها «خوان وبياتريس» مما ولادت صراع الخلافة البرتغالية الأولى وطرد المتمردون الوصية وابنتها من البرتغال نحو قشتالة عند صهره، وتوفيت عام 1386 في توردسيلاس.